# Engelbert Mühlbacher

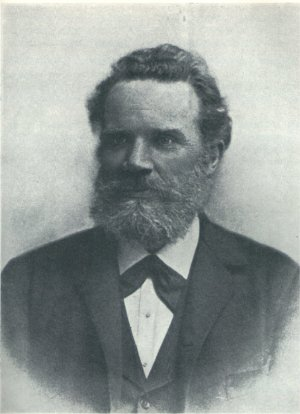
Engelbert Mühlbacher.

Engelbert Mühlbacher, född 4 oktober 1843 i Gresten, Niederösterreich, död 17 juli 1903 i Wien, var en österrikisk historiker.
Mühlbacher arbetade sedan 1874 under Theodor von Sickels ledning vid Institut für österreichische Geschichtsforschung, blev 1881 extra ordinarie och 1896 ordinarie professor vid Wiens universitet i medeltidshistoria och historiska hjälpvetenskaper samt ledde från 1896 efter Sickel nämnda instituts verksamhet. Hans specialfack var den karolingiska tidens historia. 
Mühlbacher utgav "Regesta imperii" för denna tidsperiod (två band, 1880-89, ny upplaga 1899-1904) och band 1 av de karolingiska urkunderna (1903) i "Monumenta Germaniæ historica" samt skrev en sammanfattande Deutsche Geschichte unter den Karolingern (1896; i samlingsverket "Bibliothek deutscher Geschichte") och ett stort antal smärre uppsatser bland annat i ovannämnda instituts av honom redigerade "Mitteilungen".